# تيد هامبسون (عداء سريع)
تيد هامبسون (بالإنجليزية: Ted Hampson) هو عداء سريع أسترالي، ولد في 1 يوليو 1910، وتوفي في 19 يوليو 1990.